# Music Industry Awards 2021

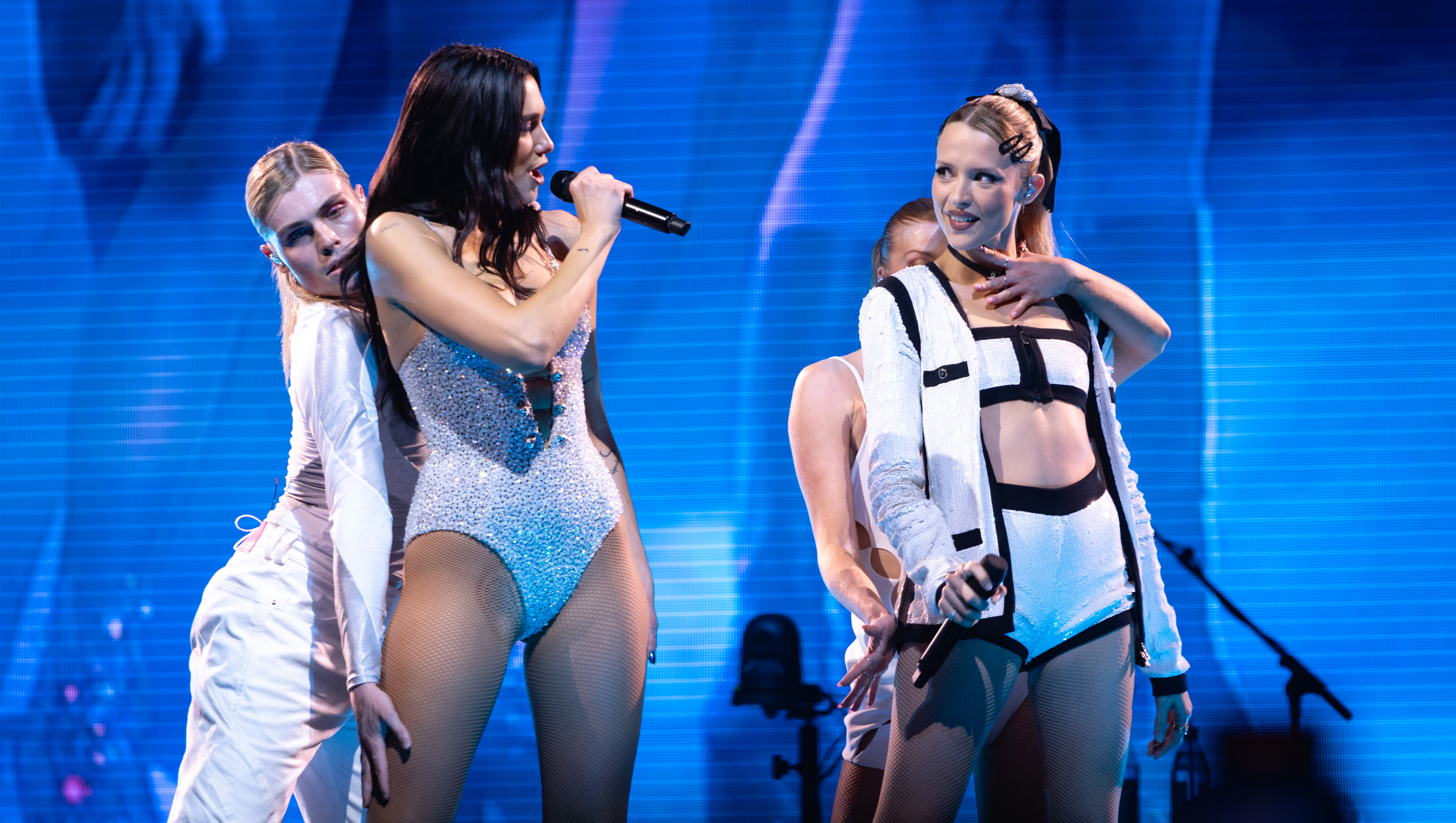
Angèle werd met Fever Hit van het jaar aan de zijde van Dua Lipa. Voor het tweede jaar op rij werd ze de winnaar van de avond.

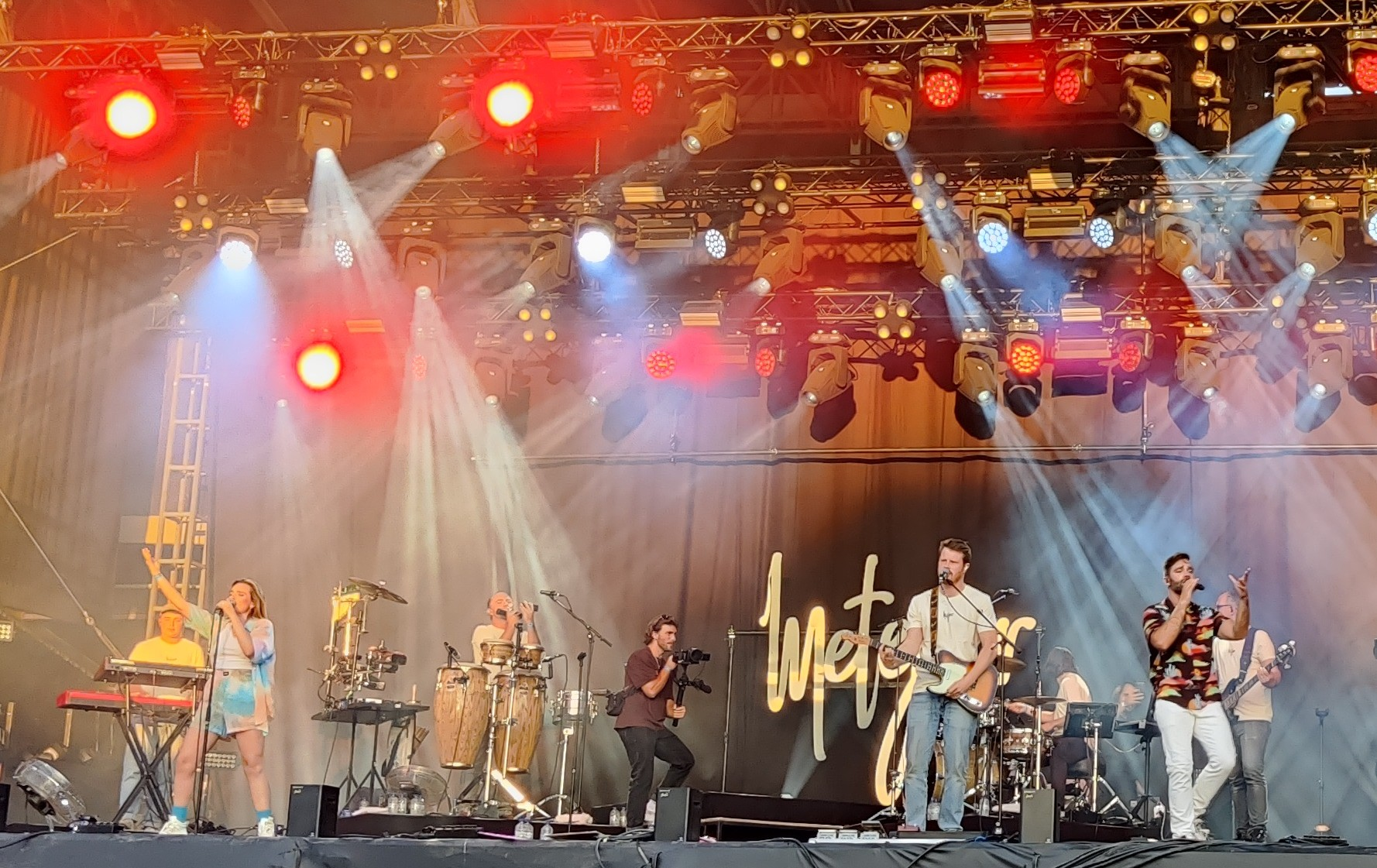
Metejoor werd voor het eerst vier keer genomineerd, en nam drie awards mee naar huis.

De Music Industry Awards 2021 werden op 30 april 2022 in Paleis 12 te Brussel uitgereikt.
Op 1 december 2021 werden de nominaties bekendgemaakt. De Brusselse zangeres Angèle kreeg de meeste nominaties (6) achter zich. Opvallend: Dit jaar wordt de Hit van het jaar tweemaal uitgedeeld. Deze voor 2020 en voor 2021. Angèle werd als enige artiest in beide categorieën genomineerd, waaronder eentje met de Britse popster Dua Lipa, voor de hit Fever. Daarnaast waren ook Balthazar, Regi en Zwangere Guy elk 5 keer genomineerd. Ook behaalden drie nieuwkomers meteen 4 nominaties: Sylvie Kreusch, Metejoor en Meskerem Mees. Die laatste twee dongen ook in de categorie Doorbraak tegen elkaar. In vergelijking met andere jaren werden er meer Nederlandstalige nummers genomineerd. Ook waren samenwerkingen met (internationale) artiesten duidelijk populairder dan ooit. 
In vergelijking met 2019 werd er één wijziging gevoerd i.v.m. de categorieën: de award voor Best Urban, heet voortaan Best Hip-Hop/Rap. In tegenstelling tot de Brit Awards en de Gouden K's op Ketnet werd er niet gekozen voor genderneutrale categorieën. De opsplitsing Male/Female bleef gelden.
Uiteindelijk waren er twee grote winnaars: Angèle en nieuwkomer Metejoor namen elk drie trofeeën mee naar huis. Balthazar en Regi wonnen elk twee awards. Voor die laatste was het een primeur, gezien hij voor het eerst een award kreeg voor zijn solowerk. Kom wat dichterbij van Regi feat. Jake Reese & OT werd Hit van het jaar 2020, Fever van Dua Lipa feat. Angèle won de Hit van het jaar 2021. Angèle werd op het einde van de avond verrast met een videoboodschap van Dua Lipa, waarin ze Angèle bedankt voor de samenwerking rond het nummer Fever.

## Optredens
| Artiesten            | Nummer(s)                                          |
| -------------------- | -------------------------------------------------- |
| Camille              | Vuurwerk                                           |
| Angèle               | Bruxelles je t'aime                                |
| Bart Peeters         | Winterdip                                          |
| Meskerem Mees        | Joe                                                |
| Regi                 | Duizend sterren Vergeet de tijd Kom wat dichterbij |
| Sylvie Kreusch       | Let it all burn                                    |
| Bazart               | Anders                                             |
| Metejoor (ft. Babet) | 1 op een miljoen                                   |

## Categorieën

### Mia's bepaald door het publiek

#### Hit van het jaar 2020
- Kom wat dichterbij - Regi ft. Olivia & Jaap Reesema
- Oui ou non - Angèle
- Nooit alleen - Niels Destadsbader
- Love to Go - Lost Frequencies ft. Zonderling & Kelvin Jones

#### Hit van het jaar 2021
- Fever - Dua Lipa ft. Angèle
- Nu wij niet meer praten - Pommelien Thijs ft. Jaap Reesema
- Vuurwerk - Camille
- 1 op een miljoen - Metejoor & Babet

#### Beste album
- Sand - Balthazar
- Vergeet de tijd - Regi
- De kat zat op de krant - Bart Peeters
- Montbray - Sylvie Kreusch

#### Solo vrouw
- Angèle
- Camille
- Meskerem Mees
- Sylvie Kreusch

#### Solo man
- Metejoor
- Bart Peeters
- Stromae
- Zwangere Guy

#### Beste Groep
- Bazart
- Clouseau
- Balthazar
- Whispering Sons

#### Beste Doorbraak
- Camille
- Metejoor
- Meskerem Mees
- Naima Joris

#### Beste Pop
- Angèle
- Bazart
- Stromae
- Oscar and the Wolf

#### Beste Hip-Hop/Rap
- Zwangere Guy
- Lous and the Yakuza
- Yong Yello
- Tourist LeMC

#### Beste Alternative
- Balthazar
- Whispering Sons
- Sylvie Kreusch
- Meskerem Mees

#### Beste Dance
- Regi
- Lost Frequencies
- Compact Disk Dummies
- Charlotte de Witte

#### Beste Nederlandstalig
- Bart Peeters
- Zwangere Guy
- Brihang
- Metejoor

#### Vlaams populair
- Willy Sommers
- Christoff
- Belle Pérez
- Helmut Lotti

### Mia's bepaald door de muzieksector

#### Beste videoclip
- Santé - Stromae
- Bruxelles je t'aime - Angèle
- Ver Weg - Brihang
- Bear With Me (and I'll stand bare before you) - Charlotte Adigéry

#### Beste Artwork
- Montbray - Sylvie Kreusch
- Sand - Balthazar
- The Gardener - Admiral Freebee
- T(h)reats - STUFF.

#### Beste auteur/componist
- Angèle
- Meskerem Mees
- Stefaan Fernande
- Zwangere Guy

#### Beste live act
- Regi
- Balthazar
- Zwangere Guy
- Bart Peeters

#### Beste muzikant
- Hans Francken
- Lander Gyselinck
- Mattias Decraene
- Mauro Pawlowski

#### Beste Producer
- Regi
- Jasper Maekelberg
- Dijf Sanders
- Jo Francken & Pieterjan Maertens

#### Sector Lifetime Achievement Award
- Jean Kluger

## Meeste nominaties

### Nominaties
| Aantal Nominaties | Artiest          |
| ----------------- | ---------------- |
| 6                 | Angèle           |
| 5                 | Regi             |
| 5                 | Balthazar        |
| 5                 | Zwangere Guy     |
| 4                 | Metejoor         |
| 4                 | Sylvie Kreusch   |
| 4                 | Bart Peeters     |
| 4                 | Meskerem Mees    |
| 3                 | Camille          |
| 3                 | Stromae          |
| 2                 | Bazart           |
| 2                 | Brihang          |
| 2                 | Jaap Reesema     |
| 2                 | Lost Frequencies |
| 2                 | Whispering Sons  |

### Winnaars
| Aantal awards | Artiest   |
| ------------- | --------- |
| 3             | Angèle    |
| 3             | Metejoor  |
| 2             | Balthazar |
| 2             | Regi      |

## Trivia
Na de MIA's steeg het debuutalbum van Metejoor in de albumlijst van Ultratop naar plaats 2 (+1), Vuurwerk van Camille steeg dan weer naar plek 8 (+4). De kat zat op de krant, van Bart Peeters, winnaar van album van het jaar steeg naar plaats 12 (+7), Nonante-Cinq van Angèle steeg naar plaats 23 (+4). De vijf keer genomineerde Balthazar steeg met het album Sand naar plek 107 (+66). Onderweg van Bazart kwam opnieuw binnen op plaats 115. Sylvie Kreusch steeg de meeste plaatsen met haar Montbray, naar 74 (90 plaatsen omhoog).